# Pheosia taiwanognoma
Pheosia taiwanognoma is een vlinder uit de familie van de tandvlinders (Notodontidae). De wetenschappelijke naam van de soort is voor het eerst geldig gepubliceerd in 1973 door Nakamura.